# Hadena anatolica
Hadena anatolica là một loài bướm đêm trong họ Noctuidae.